# Antoon Kessen
Antonius Ludovicus Hubertus Marie (Antoon) Kessen (Maastricht, 30 april 1914 - Hoensbroek, 23 april 1981) was een Nederlands burgemeester van de KVP. Hij vervulde deze functie voor de voormalige gemeenten Heer en Hoensbroek, die beide werden samengevoegd met respectievelijk Maastricht en Heerlen.
Kessen ging op 1 januari 1936 werken bij de gemeente Maastricht en werd in maart 1945 waarnemend burgemeester van Heer. In januari 1946 werd hij daar als burgemeester benoemd en eind 1965 volgde zijn benoeming tot burgemeester van Hoensbroek. Kessen werd op 1 mei 1979 eervol ontslag verleend omdat hij de pensioengerechtigde leeftijd had bereikt. Hij trad echter onmiddellijk aan als waarnemend burgemeester, omdat de gemeente in verband met de naderende herindeling van de Zuid-Limburgse gemeenten geen nieuwe aan wilde stellen. Doordat Kessen na ziekte al snel kwam te overlijden, nam een wethouder zijn taken in de laatste maanden waar.
Zowel in Hoensbroek als in Heer werden straten naar Kessen vernoemd: in Hoensbroek het pleintje voor het voormalige gemeentehuis en in Heer een singel.
Kessens zoon Antoine was van 1986 tot 2003 burgemeester in Zeeuws-Vlaanderen.